# Galaxea
Galaxea is een geslacht van neteldieren uit de klasse Anthozoa (bloemdieren).

## Soorten
- Galaxea acrhelia Veron, 2000
- Galaxea alta Nemenzo, 1980
- Galaxea astreata (Lamarck, 1816)
- Galaxea cryptoramosa Fenner & Veron, 2000
- Galaxea fascicularis (Linnaeus, 1767)
- Galaxea horrescens (Dana, 1846)
- Galaxea longisepta Fenner & Veron, 2000
- Galaxea pauciradiata (Blainville, 1830)

Niet geaccepteerde soort:
- Galaxea paucisepta → Galaxea pauciradiata